# 安庆天柱山机场
安庆天柱山機場是一個位於中國安徽省安庆市的军民合用機場。

## 介绍
安庆民航事业起步较早。民国20年（1931年）春，上海欧亚航空公司在安庆设航运站，未建陆地机场，由飞机从水上吊运，以船上下邮件，接送乘客。次年停办。
1953年将驼龙湾军用机场改为民航机场，属安徽省民航局，跑道长1000米、宽60米、厚0.10米，卵石草皮道面，可起降里-2型飞机。候机室设有小卖部、食堂等服务设施，可容纳40-50名旅客。机场复航后，有宿舍、办公室、调度室、气象台、车库等设施，约500平方米，设备简陋。仅有上海民航管理处飞沪汉线的里-2型和革新型飞机加油、备降、运送邮件，正常民用航班业务稀少。第二年因洪水停航。1958年修复，次年正式通航。
1964年改建，设安庆民航站。1965年6月，芜湖航空站撤销，迁至安庆，并入新的安庆航空站。新安庆民航站以客运业务为主，机场修复后起降运五型飞机每周3个航班，往返合肥、屯溪之间，安庆是中间经停站。后因乘客少，于1979年停航，民航站随之于1982年撤消。
1991年5月安庆机场获批军民合用，由安庆市人民政府投资兴建，次年8月8日动工改扩建，1993年12月22日，安庆机场开通民航业务，为4C级机场,可供波音737以下机型起降。首条航线为中国东方航空公司运七型客机执行的合肥—安庆—上海。
1994年10月31日，中国国际航空公司BAE146-100喷气客机首航北京-安庆-广州航线。
2000年4月15日，中国新疆航空公司使用ATR-72型客机复航安庆-上海航线。
2005年10月18日，安庆市与海航集团签署协议，成立由海航机场集团100%控股的安庆天柱山机场有限责任公司，安庆机场正式改名“安庆天柱山机场”。

## 航空公司與航点
2025年夏秋航季（3月30日至10月25日），开通运营航线8条，通航城市8个。
| 航空公司     | 目的地          |
| ------------ | --------------- |
| 海南航空     | 海口            |
| 大新华航空   | 北京/首都       |
| 中国南方航空 | 广州            |
| 祥鹏航空     | 昆明            |
| 天津航空     | 厦门、西安      |
| 成都航空     | 成都/天府、温州 |

## 外部連結
- 安慶市政府信息公開-安慶天柱山機場有限責任公司